# Marius Lazurca
Marius Lazurca (teljes nevén Marius Gabriel Lazurca; Temesvár, 1971. március 15. –) román diplomata, Románia budapesti nagykövete volt 2016 és 2020 között.

## Pályafutása
a Temesvári Nyugati Tudományegyetemen 2000-ben kapott filológiai diplomát, majd a Párizs-Sorbonne Egyetemen történelem-antropológiai doktorátust szerzett. Számos könyvet és tanulmányt adott ki román, francia és angol nyelven összehasonlító irodalmi és a történelmi antropológiai témákban. 2006-ban lépett külügyi szolgálatba, 2006. december 29-től 2010. március 29-ig Románia nagykövete volt az Apostoli Szentszéknél és a Máltai lovagrendnél. Ezt követően 2010. március 30-tól Moldovába akkreditált nagykövetté nevezték ki, ahol 2016 nyaráig szolgált.
2016. július 5-én nevezték ki magyarországi rendkívüli és meghatalmazott nagykövetté, ahol Alexandru Victor Miculát váltotta, aki román külügyminisztériumi államtitkár lett.  2020-ban a magyar állam erdélyi gazdaságfejlesztési programjával kapcsolatos kritikája vihart kavart, ennek következtében visszahívták Bukarestbe. Utóda Gabriel Cătălin Şopandă lett.
Családos, hat gyermek apja.